# 2018年美國
|        | 美國歷史 \| 美國歷史年表                                                                                                   |
| 世紀： | 20世紀美國 \| 21世紀美國 \| 22世紀美國                                                                                     |
| 年代： | 1980年代美國 \| 1990年代美國 \| 2000年代美國 \| 2010年代美國 \| 2020年代美國 \| 2030年代美國 \| 2040年代美國               |
| 年份： | 2014年美國 \| 2015年美國 \| 2016年美國 \| 2017年美國 \| 2018年美國 \| 2019年美國 \| 2020年美國 \| 2021年美國 \| 2022年美國 |
| 紀年： | 美国独立242周年 |

2018年美国，指的是美国在2018年的時局變化。

## 聯邦政府

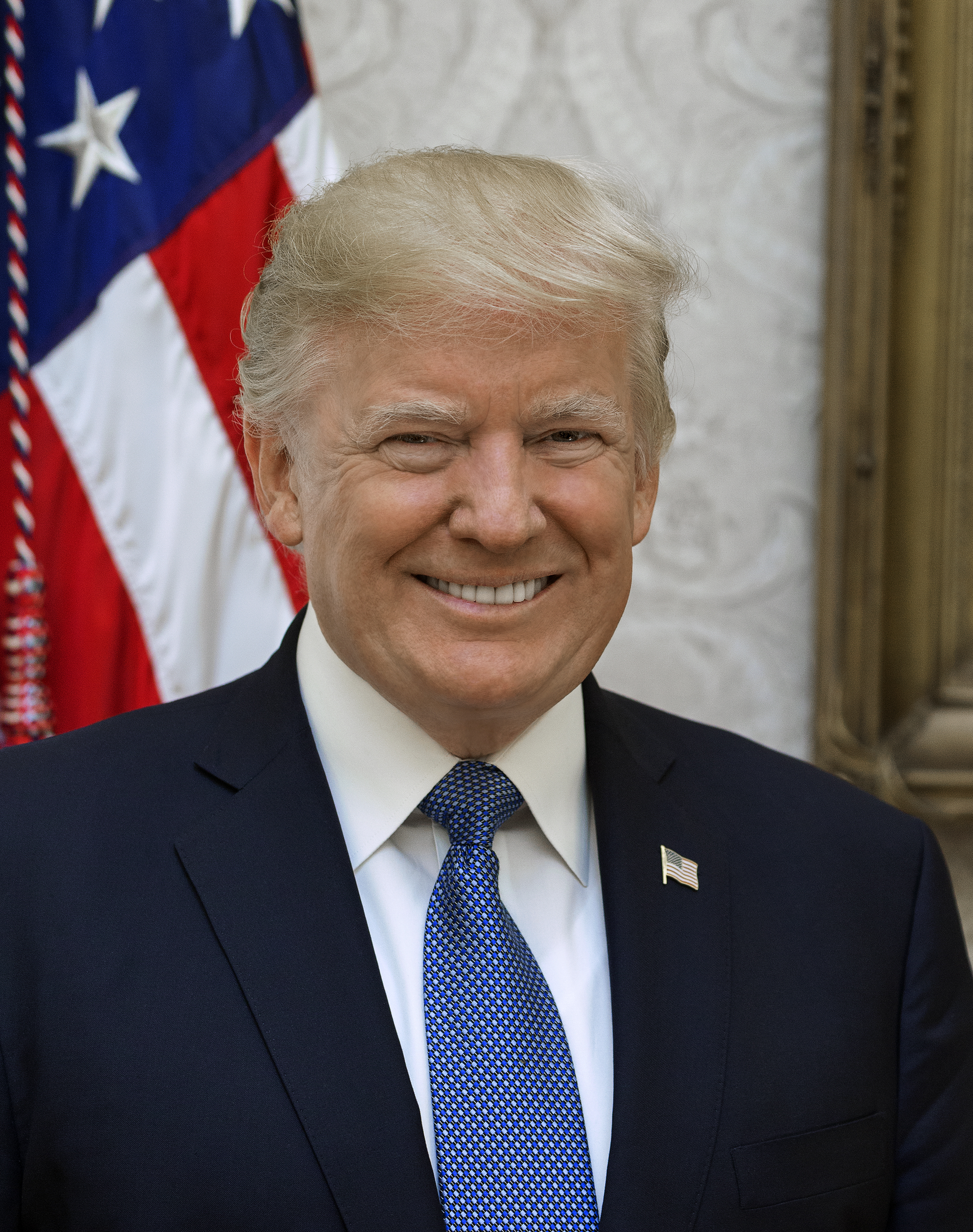
總統：唐納·川普
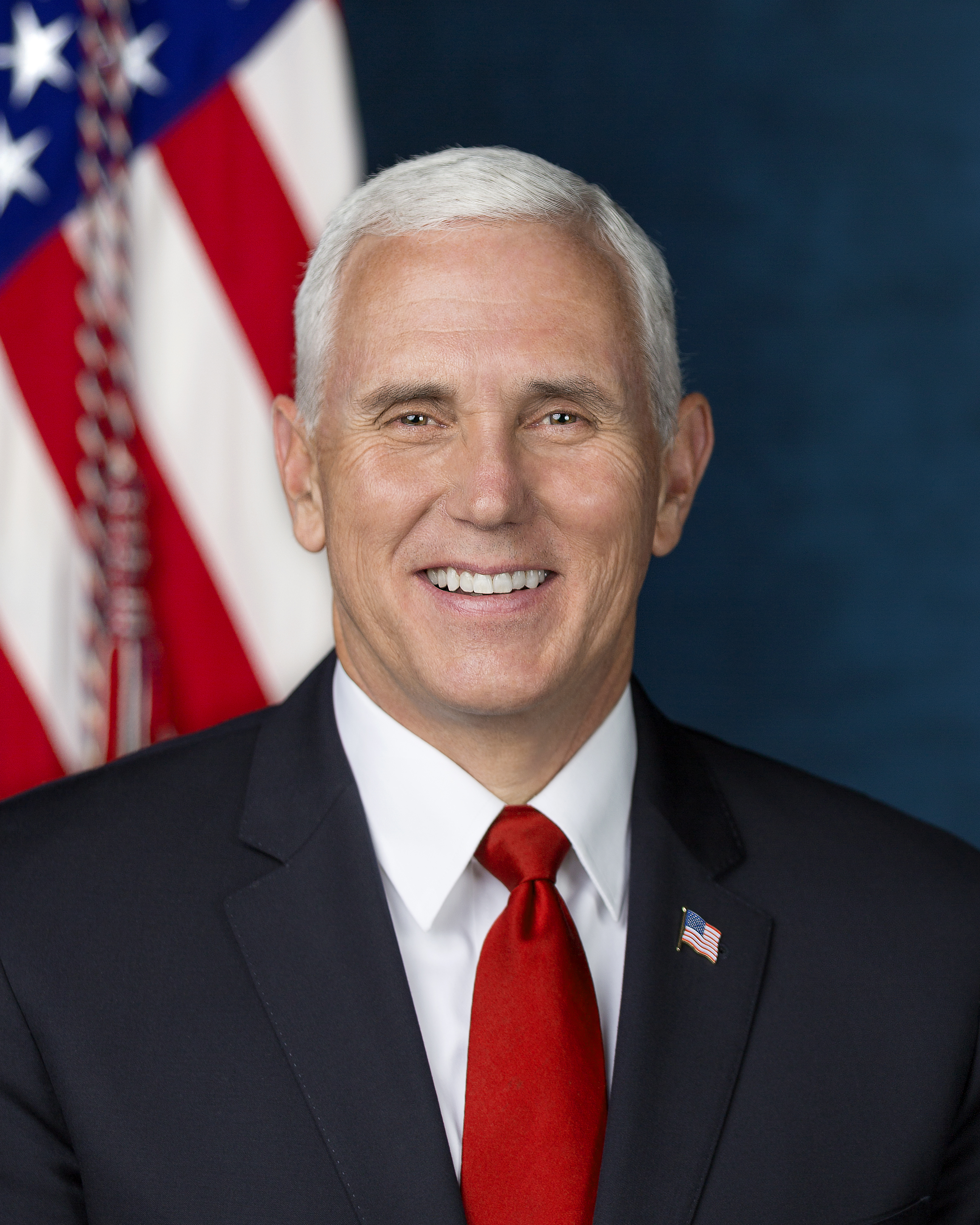
副總統：迈克·彭斯
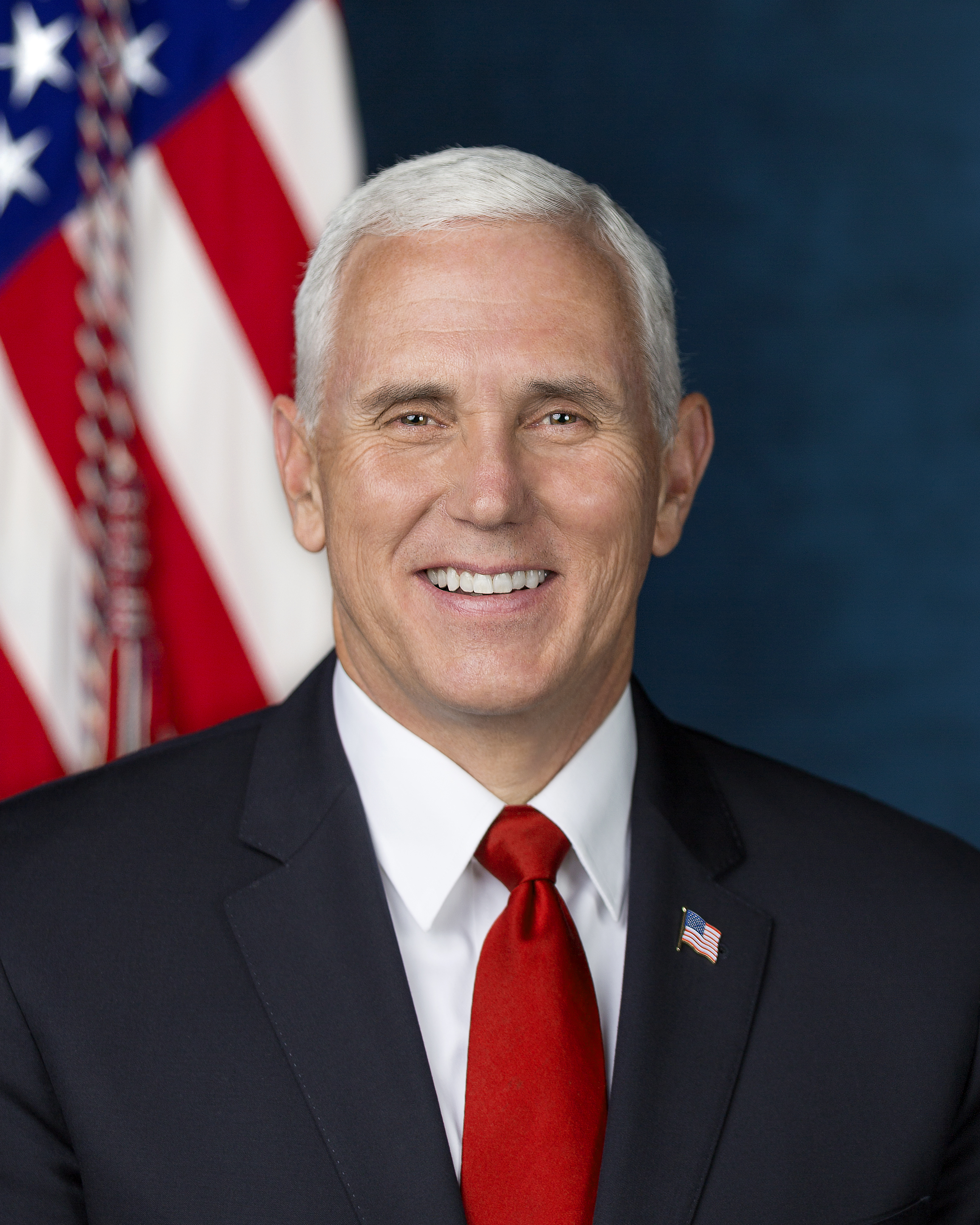
參議院議長：麥克·彭斯（副總統兼任）
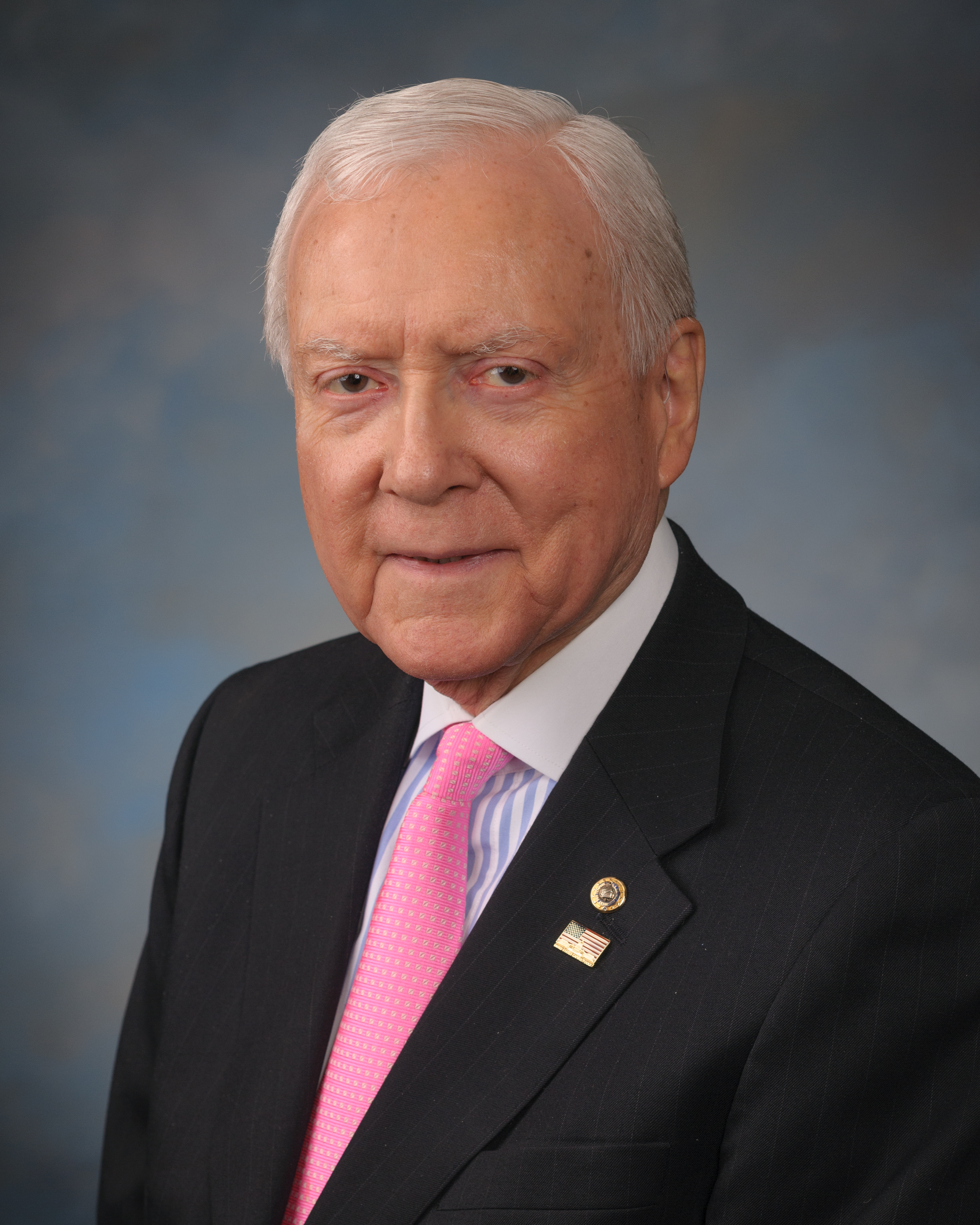
參議院臨時議長：奧林·哈奇
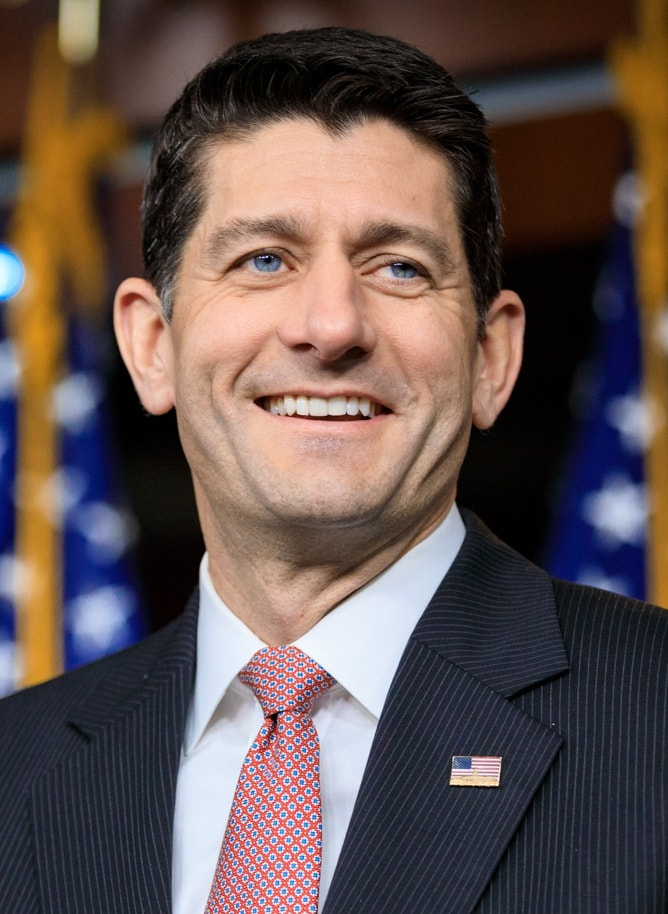
眾議院議長：保羅·萊恩
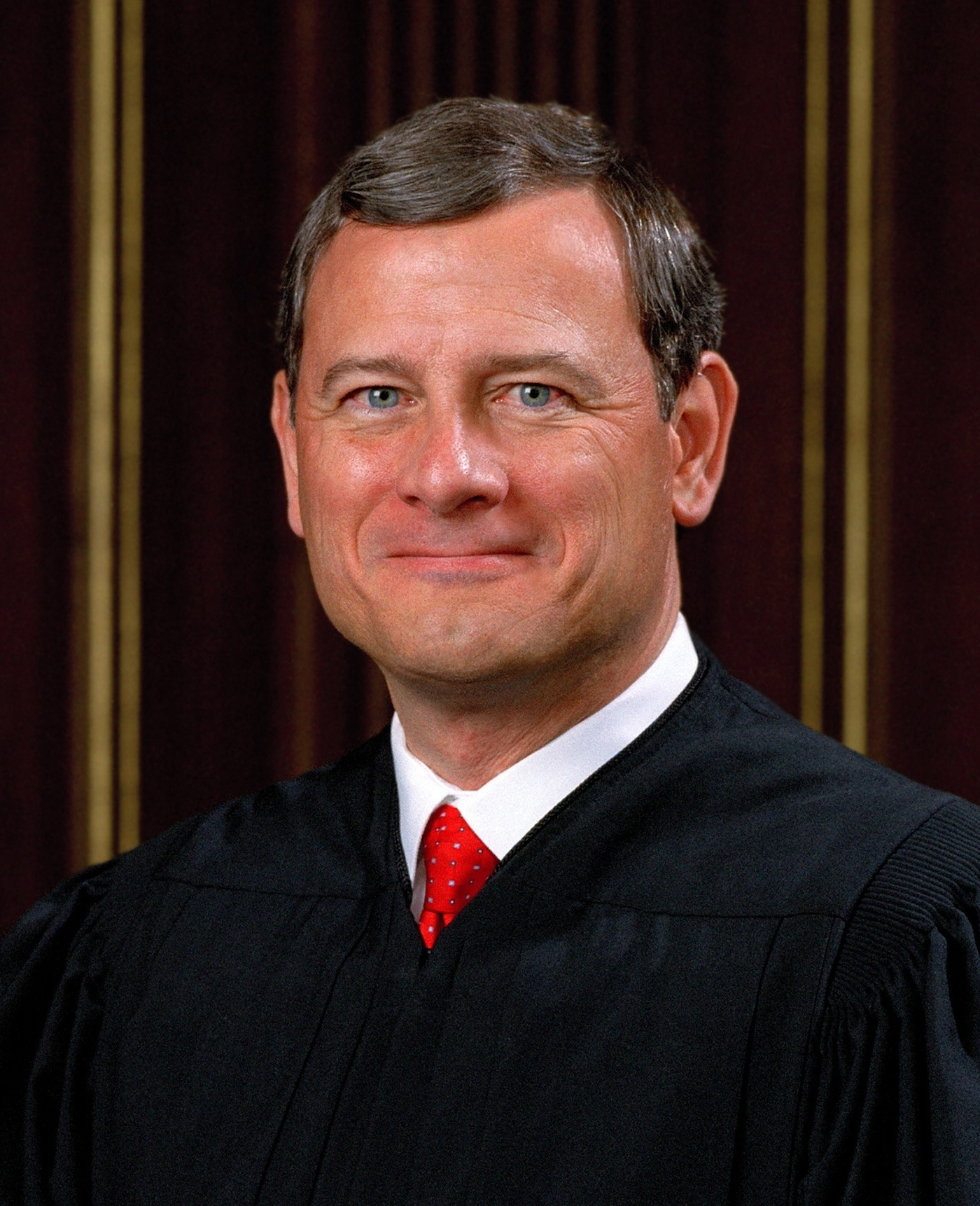
首席大法官：約翰·羅伯茨

## 大事时序

### 1月
- 1月1日，跨年夜中西部和东部遭到寒潮侵袭，纽约市时报广场温度华氏9度，体感温度华氏零下4度[1]。
- 1月3日，总统唐纳德·特朗普在Twitter上声称他的核按钮比朝鲜领导人金正恩的“更大”“更具威胁”[2]。
- 1月4日，特朗普律师向亨利·霍尔特出版社（英语：Henry Holt and Company）寄出停止并终止信，要求他们停止出版迈克尔·沃尔夫新书《炮火与怒火：特朗普的白宫内部》并道歉[3]，然而该书在第二天发布，行情火爆[4]。
- 1月9日，南加州城市蒙特西托发生泥石流，至少13人死亡，25人受伤，该城市一个月前遭遇山火侵袭[5][6]。
- 1月10日，华盛顿特区市议会将俄罗斯大使馆外的街道以在克林姆林宫外被射杀的弗拉基米尔·普京反对者鲍里斯·涅姆佐夫的名字命名[7]。
- 1月11日，特朗普在和移民问题（英语：Immigration to the United States）立法者会谈时语出惊人，问“为什么我们让屎坑（shithole）国家的人来这儿？”[8][9]。联合国发言人表示他的言论“具有种族主义”且“惊人”[10]。博茨瓦纳政府要求澄清[11]，而大使厄尔·米勒（英语：Earl R. Miller）问美国国务院是否把博茨瓦纳视为“屎坑”国家[12]。
  - 特朗普取消访问英国的行程，谴责前任贝拉克·奥巴马在伦敦兴建新的大使馆是“坏主意”，然而此举其实是乔治·W·布什时期的决定[13]。
- 1月13日，夏威夷紧急事务管理局（英语：Hawaii Emergency Management Agency）误报弹道导弹来袭，引发大量民众恐慌[14]。
- 1月15日，加州警方逮捕一对夫妇，分别是57岁的诺斯洛普·格鲁门公司计算机工程师大卫·艾伦·特平（David Allen Turpin）和49岁的露易丝·安娜·特尔平（Louise Anna Turpin），其涉嫌虐待他们13名孩子，把他们囚禁于暗室，用铁链锁在床上[15]。
- 1月16日，密歇根州附近有流星坠落，引发2.0级地震[16]。
- 1月18日，苏格兰场透露美国演员凯文·史派西正在接受调查，这是英国自2005年来第三起性侵犯指控[17]。
- 1月20日，参议院民主党人不通过政府运作到2月中旬的法案，政府于2018年起停摆[18]。
- 1月22日，亚马逊公司旗下首家无人收款便利店Amazon Go在西雅图开业[19][20][21]。
- 1月23日，阿拉斯加州南部沿海发生8级地震，海啸警报发出[22]。
- 1月24日，前美国国家体育队（英语：USA Gymnastics）队医拉里·纳萨尔因被指控至少猥亵150余名未成年少年（美国体操队性侵丑闻），遭判处150年有期徒刑[23]。
- 1月29日，白宫通知国会，在特朗普去年签署的《美國敵對國家制裁法案》最后期限到来前，不会对俄罗斯实施新一轮制裁[24]。
- 1月30日，特朗普首次发布国情咨文演讲[25]。
- 1月31日，《华盛顿邮报》获得的预算草案文档显示，特朗普政府寻求新能源项目资助削减72%[26]。

### 2月
- 2月2日，特朗普批准公布一份指控联邦调查局在调查俄罗斯涉嫌干预美国大选时滥用职权的争议性备忘录[27]。
- 2月4日凌晨，來往紐約與邁阿密的美國鐵路（Amtrak）載客列車在南卡羅萊納州被錯誤地引導向側線，與一列停止中的CSX貨運列車相撞，造成最少2人死亡，116人受傷，美國在1月和2017年12月同樣發生了涉及火車的交通意外[28]。
- 2月4日，第52届超级碗举行，费城老鹰41比33战胜新英格兰爱国者，实现57年的冠军梦想[29]。
- 2月5日，道琼斯工业平均指数收市急挫1175點，是歷來最大單日點數跌幅。
- 2月6日，SpaceX新研制的猎鹰重型运载火箭从佛罗里达州肯尼迪太空中心39号发射复合体成功升空[30]。
- 2月8日，道琼斯工业平均指数一周內第二次急挫過千點，收市跌1032點。
- 2月14日，位于佛罗里达州帕克兰的玛乔丽·斯通曼·道格拉斯高中（英语：Marjory Stoneman Douglas High）发生大规模枪击事件，造成17人死亡，是美国历史上死伤最严重的校园枪击事件，超越1999年哥伦拜恩校园事件[31]。
- 2月16日，特别检察官罗伯特·米勒表示13名俄罗斯人被控干涉美国大选[32]。
- 2月23日，特朗普宣布对朝鲜实施最大规模的制裁，切断其核项目的利润[33]。同日，特朗普前竞选副主管里奇·盖茨（英语：Rick Gates (political consultant)）承认阴谋指控，在认罪协议中向调查人员撒谎[34]。
- 2月24日，保罗·莫纳福特被起诉五项联邦刑事指控，包括洗錢和违规游说境外集团[35]。
- 2月25日，随着槍枝管制浪潮，多家大企业宣布和全国步枪协会割断往来，包括阿拉莫租车、联合货运公司（英语：Allied Van Lines）、安飞士·百捷集团、达美航空、企业公司、奥马哈第一国家银行（英语：First National Bank of Omaha）、亨氏、大都会人寿保险、国家租车、SimpliSafe（英语：SimpliSafe）、赛门铁克、Teladoc（英语：Teladoc）和联合航空。
- 2月27日，最高法院通过允许无限期拘禁非法移民的法令[36][37]。

### 3月
- 3月1日，特朗普宣布向钢铁和铝进口分别征收25%和10%的关税[38]。
- 3月4日，第90届奥斯卡金像奖在洛杉矶杜比剧院举行，《水形物语》夺得最佳影片奖，吉勒摩·戴托罗获得最佳导演奖。影帝和影后分别由《至暗时刻》的加里·奥德曼和《三块广告牌》的弗朗西丝·麦克多曼德夺得[39]。
- 3月5日，前英国间谍克里斯托弗·斯蒂尔（英语：Christopher Steele）据报告诉罗伯特·穆勒团队俄罗斯出手干预，劝阻特朗普提名米特·罗姆尼出任国务卿[40]。同日，俄亥俄州总检察长（英语：Ohio Attorney General）麦克·德文起诉农业巨头孟山都，指控该公司隐瞒生产过程中形成有毒化学物质危险的情况近半个世纪[41]。
- 3月6日，据报道，特朗普总统首席经济顾问加里·科恩（英语：gary Cohn (investment banker)）递交辞呈[42][43]。
- 3月7日，卷入和特朗普的桃色风云的色情电影演员史多美·丹尼尔发起诉讼，声称他签署非公开合同是无效的[44]。同日，佛罗里达州以67比50的票数通过将买枪年龄从18岁提高到21岁的法案[45]。
- 3月9日，特朗普通过韩国官员收到金正恩发来的邀请函，于5月份访问朝鲜[46]。同日，前药品公司行政人员马克斯·施克雷利（英语：Martin Shkreli）因诈骗投资者被判入狱联邦监狱七年徒刑[47]。
- 3月13日，雷克斯·蒂勒森被解除国务卿职务，由中情局局长迈克·蓬佩奥接任[48]。
- 3月14日，民主党人康纳·兰波（英语：Conor Lamb）赢得2018年宾夕法尼亚州第18国会区特别选举（英语：Pennsylvania's 18th congressional district special election, 2018），此前共和党人曾将其考虑为安全席位[49][50]；参议院以67比31的比分通过后金融危机时代法规《多德-弗兰克华尔街改革及消费者保护法案》的改革法案[51][52]。同日，特朗普任命拉里·库德洛继任盖瑞·科恩（英语：Gary Cohn (investment banker)）的美国国家经济委员会（英语：United States National Economic Council）主任职位[53]。
- 3月15日，罗伯特·穆勒向特朗普集团发出传票，要求递交对俄罗斯的文件，使得调查工作更加接近总统[54]。佛罗里达国际大学一座施工中的行人天桥倒塌（英语：Florida International University pedestrian bridge collapse），造成多人死伤[55]。

- 3月16日：
  - 史多美·丹尼尔律师迈克尔·阿维纳蒂（英语：Michael Avenatti）告诉美国有线电视新闻网和MSNBC，他的客户遭到人身伤害的恐吓，要求她对和特朗普的艳遇保持沉默[56][57]。前联邦调查局副局长安德鲁·麦卡比因“缺乏坦率”和对特朗普政府抱有偏见而被解雇，这天离他持养老金退休还有几天。麦卡比否认有关指控，声称他因参与俄罗斯调查被针对[58]。Facebook封禁保住特朗普赢得2016年大选的数据公司剑桥分析的帐号[59]。
  - Facebook涉嫌泄漏5,000萬用戶數據風波愈鬧愈大，公司關閉了被指幫助總統唐納·川普贏得大選的劍橋分析公司[60]，及在英美多份報章刊登全版道歉聲明。21日，Facebook CEO马克·扎克伯格打破沉默，對事件作出回應[61]。同時，社交媒體上掀起了一場名為「#DeleteFacebook（刪除Facebook）」的运动[62]。
- 3月19日，Uber一部自動駕駛汽車在亞利桑那州撞死一名行人，這名行人相信是自動駕駛汽車技術問世以來的第一個馬路亡魂，車輛上還有一位應對緊急情況的後備司機，評論認為事件突顯距離自動駕駛技術成熟仍有漫漫長路。Uber公司在事發後即時停止在三藩市和多倫多的自動駕駛汽車試驗[63]。
- 3月23日起，川普政府正式对进口钢铁和铝产品分别征收25%和10%的关税，采取措施限制中国投资，外界视为中美新一轮“贸易战”，中國亦對美進口貨品實施關稅以作「報復性措施」。
- 3月24日–25日，支持加強槍械管制的浪潮（英语：2018 United States gun violence protests）席捲全美，多座城市包括紐約、華盛頓、洛杉磯、波士頓等總數達百萬計民眾上街示威，當中有上月佛州高中槍擊案的生還者。他們高舉橫額、標語牌和高叫口號，矛頭指向反對加強管制槍械、擁有巨大政治影響力的全國步槍協會。部分人誓言要用選票趕走親槍會的國會議員。
- 3月26日，特朗普宣布驅逐60名俄羅斯外交人員，作為對英俄之間間諜被毒害爭議的回應。[64]
- 3月29日，俄羅斯宣布驅逐60名美國外交人員及關閉聖彼德堡的美國領事館作為報復行動。[65]

### 4月
- 4月3日，伊朗籍女子纳森·纳贾夫·阿格达姆（Nasim Najafi Aghdam）持枪闯入加利福尼亚州圣布鲁诺YouTube总部打伤三人后自杀[66]。
- 4月4日，中美贸易争端：中国宣布向106件美国产品征收25%的关税，含汽车和大豆[67]。
- 4月4日，数千名民众聚集在田纳西州孟菲斯，纪念马丁·路德·金遇刺50周年[68]。
- 4月6日，特朗普政府对7名俄罗斯寡头执政者和17名高级政府官员实施制裁，指责他们“在全球范围内进行恶意活动”[69]。
- 4月7日，纽约川普大厦第50层发生火灾，一名男性居民被烧死，事发时总统一家不在楼内[70]。
- 4月9日，依照联邦搜查令，联邦调查局突袭了特朗普长期律师麥可·科恩（英语：Michael Cohen (lawyer)）的宅邸、办公室和酒店房间[71]。
- 4月10日，因将8700万名用户的个人信息交给剑桥分析公司的Facebook创办人兼行政总裁马克·扎克伯格出席美国参议院多个委员会的联合质询会议[72]。
- 4月11日，特朗普发布挑衅俄罗斯的推文，表示将向叙利亚发射全新智能的导弹，同时告诉克里姆林宫不应该和“以杀死他的人民为了的毒气杀人畜生”为伍。在第二条推文中，他表示美俄关系处于有史以来的最低点[73][74]。同日，众议院议长保罗·莱恩宣布不打算在11月竞逐连任[75]。
- 4月13日，针对其自传《更高的忠诚：真相、谎言和领导（英语：A Higher Loyalty）》的报道，特朗普称前联邦调查局主任詹姆斯·科米是“虚伪的泥球”[76]。
- 4月17日，波音737-700型的西南航空1380号班机在巡航高度时遇到引擎故障，碎片进入机身，造成飞机严重损坏且机舱损失压力，最终在费城国际机场，一名乘客被吸在破碎的窗户处，虽然被拉回但抢救无效死亡，另有八名乘客受伤[77]。
- 4月19日，吉姆·布莱登斯汀被确认为美国航空航天局下任主管。
- 4月20日，《超人前传》演员艾莉森·麦克涉嫌参与从事勒索、性交易和强迫劳动出庭受审[78]。
- 4月22日，田纳西州纳什维尔一家华夫饼屋餐厅遭到裸体歹徒持半自动步枪袭击，四人在徒步逃跑时中枪身亡[79]。枪手第二天在追捕行动被抓获。
- 4月23日，法国总统埃马纽埃尔·马克龙抵达美国，展开为期三日的国事访问，期间将会见特朗普总统，并在国会发表演讲[80][81]。
- 4月24日，自1978年到1986年间被控50多项抢劫罪和12项二级谋杀罪的金州杀手落网[82]。
- 4月26日，电视演员比尔·考斯比被判三项加重非礼罪罪名成立[83][84][85]。同日，中情局主任迈克·蓬佩奥宣誓就任国务卿[86]。前NBC新闻主播指控退休电视主持人汤姆·布洛考性骚扰[87]。

### 5月
- 5月1日，特朗普前私人医生哈罗德·伯恩斯坦（英语：Harold Bornstein）澄清他没有在2015年写过一封信，说当时的共和党总统候选人身体状况“出奇地好”，“整封信是（特朗普先生）口述的”[88]。医疗服务公司信诺集团发表研究结果，透露美国成年人正在经历“孤独流行病”，近半数美国人表示他们时常或老师感到孤独（46%）或被遗忘（47%）[89]。
- 5月2日，爱荷华州通过所谓的“心跳”法案，禁止在胎儿心跳被检测到的情形下堕胎[90]。一架C-130运输机在乔治亚州萨凡纳市坠毁，九人遇难[91]。纽约市市长鲁迪·朱利安尼爆料，特朗普总统私底下给了他律师13万美元，对史多美·丹尼尔所谓的绯闻保持沉默，违背了特朗普早前的声明[92]。经过一连串小地震，美国地质调查局警告称夏威夷的基拉韦厄火山有可能爆发[93]。两天后，火山喷发，夏威夷州颁布紧急状态令，撤离1700名居民[94]。
- 5月4日，特朗普政府宣布结束对5.7万名洪都拉斯人的特别临时保护状态（英语：Temporary protected status）计划[95]。
- 5月8日，特朗普宣布退出聯合全面行動計畫[96]。前總統巴拉克·奧巴馬稱這是「非常錯誤的決定」。伊朗稱，有需要時將重啟濃縮鈾計畫[97]。
- 5月11日，特朗普恭贺马哈迪·莫哈末成为马来西亚第七任首相并表示美国和马来西亚的关系源远流长，存在强大的人际关系、拥有相同的民主价值，以及良好的商业关系[98][99]。
- 5月18日，德克萨斯州圣达菲高中枪击案，十人死亡[100]。
- 5月20日，美中雙方達成共識，中國將加大向美方購入商品和服務以減輕兩國貿易不平衡現象，外界憧憬中美貿易戰緩和[101]。
- 5月24日，美國單方面宣佈取消美朝首腦會晤[102]。
- 5月24日，演员摩根·弗里曼被指涉嫌性骚扰八名女性[103]。
- 5月25日，哈维·韦恩斯坦被控强奸及性虐待两名女性，他于当天向纽约市警方自首[104]。
- 5月30日，加利福尼亚州参议院以23比12的票数恢复联邦通讯委员会于12月的网络中立性（英语：Net neutrality in the United States）法案[105]。
- 5月31日，特朗普政府午夜宣布向欧洲、墨西哥和加拿大的进口钢铁和铝分别征收25%和10%的关税[106]。

### 6月
- 6月4日，大师之作面包店诉科罗拉多州民权委员会案（英语：Masterpiece Cakeshop v. Colorado Civil Rights Commission）裁决，最高法院引用第一修正案宗教保护条款（英语：Free Exercise Clause），以7-2的判决同意大师之作面包店拒绝为同性恋夫妇定制蛋糕[107]。
- 6月8日，美国能源部橡树岭国家实验室透露高峰成为全球运算速度最快的超级电脑，最高性能达到每秒200,000万亿次计算，即200每秒浮点运算次数[108][109]。
- 6月8日-9日，特朗普在加拿大G7峰会积极推动八国集团的恢复（包括俄罗斯），并提议取消关税[110]。
- 6月12日，唐納·川普與朝鮮領袖金正恩在新加坡舉行峰會，是首次有在任美國總統與朝鮮最高領導人會面[111]。
- 6月14日，戴通纳海滩“沙子冲击波”（Sand Blaster）木栈道过山车脱轨，6人受伤送院，其中2人伤势严重.[112]。
- 6月17日，新泽西州特伦顿一夜间美术展发生枪击案，1人死亡，17人受伤[113]。
- 6月18日，70名前律师致函杰夫·塞申斯，敦促他废除将儿童在边境分开的家庭分离政策（英语：Trump administration family separation policy）[114]。
- 6月19日，美国宣布退出联合国人权理事会[115][116]。
- 6月21日，精通美国手语沟通的西部爱荷兰大猩猩可可在加利福尼亚长眠[117]。
- 6月25日
  - 摩托车制造商哈雷宣布将部分生产线转出美国，以应对欧盟发动的报复性关税[118]。
  - 用于治疗癫痫的大麻提取物大麻二酚成为首个获得联邦批准的药物[119][120]。
- 6月26日，最高法院以5-4的比数维持特朗普的外游禁令[121]。
- 6月28日
  - 馬里蘭州Capital Gazette（英语：The Capital）報社發生槍擊案（英语：Capital Gazette shooting），5人死亡[122][123]。
  - 2018年北美热浪（英语：2018 North American heat wave）开始[124][125]。
  - 575名女性在华盛顿特区哈特参议院办公大楼（英语：Hart Senate Office Building）外抗议美国移民及海关执法局遭到逮捕[126][127]。
- 6月30日，美国50个州出现反对特朗普政府家庭分离政策的示威[128]。

### 7月
- 7月5日，史考特·普魯伊特辞任国家环境保护局局长，辞职于7月6日生效。他将由安德鲁·R·惠勒接替[129]。
- 7月6日，特朗普向340亿美元的中国货物征收关税，他还提议将征税总额加到5500亿美元。中方指责美国发起“经济史上最大的贸易战”，宣布启动报复性关税[130][131]。
- 7月9日，特朗普提名美国哥伦比亚特区联邦巡回上诉法院巡回法官布雷特·卡瓦诺为最高法院助理法官（英语：Associate Justice）。
- 7月11日，特朗普出席布鲁塞尔峰会（英语：2018 Brussels summit）。
- 7月12日，特朗普抵达英国，正式展开为期四天的访问，期间他和首相特蕾莎·梅会谈，与女王伊丽莎白二世品茗，并访问苏格兰。大批示威者聚集伦敦，抗议他到访，并在威斯敏斯特放飞“特朗普宝宝”軟式飛船[132]。
- 7月13日，特朗普顾问穆勒指控12名俄罗斯情报官员在2016年大选期间有黑客行为[133]。
- 7月16日，特朗普和俄罗斯总统弗拉基米尔·普京在芬兰首都赫尔辛基私人会谈。在会后的新闻发布会上，特朗普赞扬俄罗斯和普京，遭到共和民主两党的猛烈批评[134]。参议员约翰·麦凯恩说这是“美国总统有史以来最糟糕的表现”[135]。
- 7月18日，特朗普在接受CBS新闻采访时表示他坚持普京个人要为干涉2016年大选负责，一反他在赫尔辛基的说法[136]。
- 7月19日，
  - 特朗普政府建议限制濒危物种的栖息地保护[137]。
  - 密苏里州平台岩湖（英语：Table Rock Lake）一艘载有31名游客的两栖“鸭船”倾覆，17人遇难[138]。
  - 特朗普邀请普京访问美国[139]。
- 7月20日，《纽约时报》曝光特朗普的前律师麥可·科恩（英语：Michael Cohen (lawyer)）偷录他的客户讨论用钱收买称特朗普和自己有染的《花花公子》模特凯伦·麦克道格的录音[140]。
- 7月26日，Facebook警告投资者，用户增长在剑桥分析公司数据泄露丑闻后放缓，造成股价下跌近20%，市值蒸发1090亿美元，马克·扎克伯格个人资产亏损145亿美元[141]。
- 7月29日，加利福尼亚州北部山火（英语：2018 California wildfires）持续，数百间房屋受损，多人死亡[142]。

### 8月
- 8月1日，特朗普呼吁“立即”结束对俄罗斯的调查，敦促司法部长杰夫·塞申斯停止针对选举干预嫌疑的调查，同时指责特别律师罗伯特·穆勒“完全冲突”[143]。
- 8月2日，
  - 美国商务部继续对加拿大报纸征收修订关税[144]。
  - 苹果公司成为全球第一间市值1万亿美元的公司，其股价创下207美元以上的新纪录[145]。
- 8月5日，特朗普承认长子小唐纳德·特朗普2016年大选竞选期间在特朗普大厦参加一次会议，“获取对手的情报”，但他坚称该行为“完全合法，一直在政坛发生，情报没别的地方可以去了，我对此不知道”[146][147]。
- 8月6日，官方宣布加利福尼亚今年的山火是该州历史上最长的一次[148]。
- 8月7日，美国重新制裁伊朗（英语：Sanctions against Iran）[149]。
- 8月8日，密苏里州选举对工作权法案（英语：Right-to-work law）投票的比分达到67%比33%[150][151][152]。
- 8月10日，
  - 大陪审团裁定孟山都公司生产除草剂造成46岁的农民德伟恩·约翰逊（Dewayne Johnson）罹患晚期癌症，且没有事先警告对方健康危害，须赔偿2.89亿美元[153]。
  - 地平线航空（英语：Horizon Air）一架庞巴迪Dash 8Q400号班机被一名地勤人员私自开走，北美空防司令部紧急派出两架F-15鹰式战斗机升空拦截。在和西雅图/塔科马空中交通管制部门联系后，飞机坠毁在华盛顿州皮尔斯县的凯崇岛（英语：Ketron Island, Washington）附近，当时机上无乘客，29岁的飞机师当场死亡[154][155]。
  - 民主党全国委员会取消了接受化石燃料行业捐赠的禁令[156]。
- 8月12日，
  - 美国航空航天局发射帕克太阳探测器，近距离观察太阳和太阳风[157][158][159]。
  - 团结右翼集会2（英语：Unite the Right 2）集会在华盛顿特区白宫附近的拉法耶特广场举行，纪念去年在弗吉尼亚州夏洛蒂镇以暴力收场的团结右翼集会[160]，警方到场戒备[161]。
- 8月14日，内布拉斯加州处决了谋杀案罪犯凯利·迪恩·摩尔，这是该州21年来第一次执行死刑，而且是第一次采用注射死刑[162]。
- 8月15日，特朗普的出位批评者、前中央情报局局长約翰·布倫南的安全通关证被总统撤销[163]，此举被批是对布伦南言论的政治报复[164]。
- 8月21日，
  - 曾任唐纳德·特朗普律师的麥可·科恩（英语：Michael Cohen (lawyer)）承认五项逃税、一项向金融机构作出虚假陈述、一项故意造成非法公司供款以及一项根据候选人或竞选要求作出过多竞选捐款共八项罪名[165]。
  - 特朗普前竞选主席保罗·马纳福特18项税收和银行欺诈指控中的8项被定罪[165]。
- 8月26日，佛罗里达州杰克逊维尔杰克逊维尔码头（英语：Jacksonville Landing）举行《Madden NFL 19（英语：Madden NFL 19）》比赛时发生大规模枪击案，包括嫌犯在内的多人受伤[166]。

### 9月
- 9月5日，
  - 特朗普政府一位不愿意透露姓名的高级官员在《纽约时报》发表社论，指政府成员正努力挫败总统的部分议程，保护国家免受总统“最恶劣倾向”的损害[167]。特朗普称这位匿名的作者“胆小如鼠”，新闻“造假”[168]。
  - 2018年大西洋飓风季的首个大飓风飓风佛罗伦斯生成[169][170]。
- 9月8日，17年前在九一一恐怖袭击中受损的世贸科特兰地铁车站重新开放[171]。
- 9月14日，飓风佛罗伦斯在北卡罗来纳州登陆，一百多万人紧急撤离[172]。
- 9月15日，美国航空航天局发射迄今为止技术上最先进的冰监测航天器ICESat-2（英语：ICESat-2）[173]。
- 9月16日，太平洋心理学研究所教授克莉斯汀·布拉斯·福特指控最高法院提名人布雷特·卡瓦諾于上世纪80年代初对她进行性侵犯[174]，她本人于9月22日出庭作证[175]。卡瓦诺于9月23日和9月26日又分别被另外两位女性指控有性不当行为[176][177]。
- 9月25日，电视明星比尔·考斯比涉嫌于2004年骚扰并给一名女性下药，被判处3到10年的监禁。法官史蒂芬·奥维尔指科斯比是“性暴力掠夺者”，这表示他必须终身接受咨询，并被列入性罪犯登记册[178]。
- 9月27日，美国证券交易委员会在纽约起诉特斯拉总裁埃隆·马斯克涉嫌证券欺诈[179]。

### 10月
- 10月6日，
  - 参议院以50–48的比数投票确认面临数项性侵犯指控的布雷特·卡瓦诺的大法官提名[180]。
  - 紐約州斯科哈里縣一輛豪華驕車下斜時撞向停於路旁的汽車，再衝上行人路，20人死亡，這是美國紐約州歷史上繼2009年大陸連接航空3407號班機空難後最嚴重交通工具致死意外。[181]
- 10月9日，美国驻联合国大使、特朗普内阁高级成员妮基·黑利计划辞职[182]。
- 10月10日，飓风迈克尔接近佛罗里达州狭长地带，最高风速达到155英里/小时（250公里/小时），成为有史以来登陆该地区的最强飓风[183]。
- 10月20日，美国声称由于俄罗斯违反协议，宣布退出《中程导弹条约》[184]。
- 10月24日，一枚可疑爆炸装置在亿万富翁乔治·索罗斯纽约郊区的家中被发现后[185]，多位政治名人也受到类似炸弹威胁[186] [187][188]。
- 10月27日，宾夕法尼亚州匹兹堡生命之树犹太会堂发生大规模枪击案，46岁嫌犯被逮捕[189][190]。

### 11月
- 11月6日，美國中期選舉舉行，民主黨在眾議院重奪多數黨的位置[191]。
- 11月7日
  - 美國西岸時間晚上加州千橡市一酒吧被匪徒亂槍掃射，12人死亡，包括槍手。[192]
  - 司法部长杰夫·塞申斯向总统特朗普递交辞呈。
- 11月8日，加州南北兩地发生严重山火（英语：2018 California wildfires），超過6,700平方公里土地受山火焚燒，截至11月12日造成31人死亡，15万居民被迫疏散。這場山火被認為是加州史上最災難性的火災。[193]
- 11月30日，安克雷奇发生7级地震。

### 12月
- 12月5日，香港前民政事務局局長何志平在美國紐約法院被裁定違反美國《海外反腐敗法》，涉及向非洲多國政要行賄[194]。
- 12月12日，特朗普前律师麥可·科恩（英语：Michael Cohen (lawyer)）被判36个月监禁[195]。
- 12月13日，参议员以56-41的比数投票反对美国干预也门行动。同时通过单独决议让沙特王储穆罕默德·本·萨勒曼亲自对沙特持不同政见者賈邁勒·卡舒吉的死负责[196]。
- 12月14日，区域大法官里德·奥康纳（英语：Reed O'Connor）裁定《患者保护与平价医疗法案》关键部分违反宪法[197]。
- 12月18日，由于特朗普总统和其他人非法滥用资金的指控，唐纳德·特朗普基金会（英语：Donald J. Trump Foundation）被关闭[198]。
- 12月20日，唐納·川普宣布国防部长詹姆斯·马蒂斯将於2019年2月離任。[199]
- 12月22日，由于美国国会在休会前未能通过政府经费法案，联邦政府部分机构被迫暂时停止运作[200]。